# Ben Bernschneider

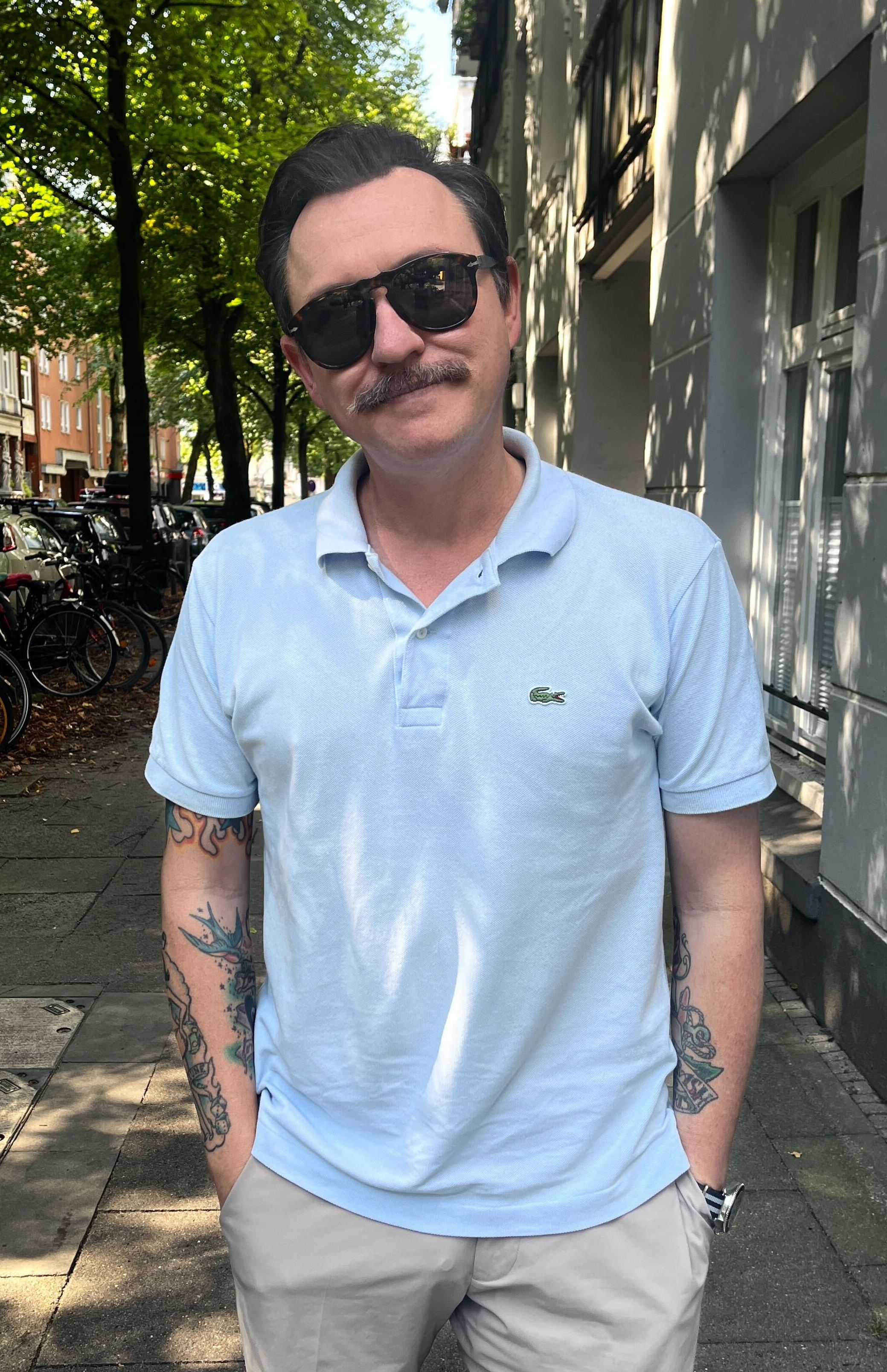
Ben Bernschneider in Hamburg, 2023

Ben Bernschneider; eigentlich Jonas Bernschneider, (* 6. April 1976 in Wesel) ist ein deutscher Autor, Regisseur, Fotograf sowie Influencer und Webvideoproduzent.

## Leben
Ben Bernschneider verfasste nach Abitur und abgebrochenem Germanistik- und Amerikanistik-Studium Drehbücher im Kölner Filmhaus und wechselte 2001 in die Werbung. Als Texter bei der Hamburger Agentur Weigertpirouzwolf arbeitete er knapp fünf Jahre und wurde mehrfach ausgezeichnet. Seit April 2005 arbeitet er als Drehbuchautor, Fotograf und Regisseur und zeichnet unter anderem für Gonger – Das Böse vergisst nie, Gonger 2 – Das Böse kehrt zurück und eine Folge der RTL-Serie Countdown – Die Jagd beginnt verantwortlich.
Bernschneider veröffentlichte im Selbstverlag mehrere Fotobände, beginnend mit Diamondtimes (2013). 2015 erschien der erste Teil seiner Amerika-Buch-Trilogie Tales Of An American Summer, 2016 und 2018 folgten Return Of An American Summer und The End Of An American Summer. 2019 erschien mit Voyageur der erste Teil seiner neuen Trilogie.
2019 gründete er den Bam Bam Club, wo junge Fotografen mehr über die analoge Fotografie lernen können, und veröffentlichte die erste Staffel des Fotografie-Podcasts Bam Bam Tapes.
Mittlerweile betreibt Bernschneider Accounts bei Instagram, TikTok und YouTube mit teilweise mehreren hunderttausend Abonnenten, auf denen er primär über Mode und Reisen vloggt. Im Rahmen seiner Tätigkeit als Social Media Influencer wurde Bernschneider 2024 u. a. mit dem Goldenen Blogger in der Kategorie „Mode & Lifestyle“ und für seine Zusammenarbeit mit dem Fast Food Konzern McDonald’s mit einem Effie in Silber ausgezeichnet.
Unter seinem Nachnamen veröffentlicht er seit 2022 ebenfalls vereinzelte Songs im Synthwave-Stil.
Seit September 2015 ist er mit der Schauspielerin Henrike Fehrs verheiratet.

## Filmografie (Auswahl)
Drehbuchautor
- 2008: Panama (Kurzfilm)
- 2008: Gonger – Das Böse vergisst nie (Fernsehfilm)
- 2009: Contra (Kurzfilm)
- 2010: Countdown – Die Jagd beginnt (Fernsehserie, Folge Lili)
- 2010: Gonger 2 – Das Böse kehrt zurück (Fernsehfilm)
- 2017: Bad Sheriff (Kurzfilm)[13]

Regisseur
- 2008: Panama (Kurzfilm)
- 2009: Contra (Kurzfilm)
- 2010: Royseven – Killer (Musikvideo)
- 2011: Kim Gloss – Famous in Paris (Musikvideo)
- 2011: Royseven – We Should Be Lovers (Musikvideo)
- 2017: Bad Sheriff (Kurzfilm)

Fotobücher
- 2013: Diamondtimes
- 2015: Tales Of An American Summer
- 2016: Return Of An American Summer
- 2018: The End Of An American Summer
- 2019: Voyageur